# Woleu-Ntem
Woleu-Ntem – jedna z dziewięciu prowincji Gabonu. Sąsiaduje z prowincjami: Ogowe-Ivindo, Środkowe Ogowe i Estuaire oraz z Gwineą Równikową, Kamerunem i Kongiem. Stolicą prowincji jest Oyem.

## Departamenty
Woleu-Ntem jest podzielone na 5 departamentów:
- Haut-Komo (Ndindi)
- Haut-Ntem (Medouneu)
- Ntem (Bitam)
- Okano (Mitzic)
- Woleu (Oyem)